# R-39M
L'R-39M Bark (in cirillico: Р-39M Барк, nome in codice NATO: SS-NX-28), anche noto come R-39UTTKh, è stato un missile balistico imbarcato (SLBM) di fabbricazione sovietica prima e russa poi, la cui realizzazione è stata interrotta a cavallo tra gli anni novanta e duemila quando il sistema era ancora in fase prototipale, a causa di fondi insufficienti e numerosi fallimenti nel corso dei lanci di test.
Disegnato secondo la filosofia MIRV, avrebbe dovuto trasportare dieci o più testate nucleari ad una distanza prossima ai 10000 km, sostituendo i precedenti R-39 e venendo schierato sui sottomarini classe Typhoon.
La Marina Russa decise infine di abbandonare il progetto in favore dello sviluppo dell'R-30 Bulava e dell'R-29RMU Leyner.

## Sviluppo
Lo sviluppo iniziò nel 1989. Lo scopo era la realizzazione di un missile più preciso dell'R-39, ed infatti il programma ricevette il nome di R-39M (o R-39UTTH). Nei piani della Marina Sovietica (e poi di quella russa), tale missile avrebbe dovuto equipaggiare i sottomarini classe Typhoon e i futuri Borei.
Per la sperimentazione dell'SS-N-28 si decise di utilizzare un sottomarino della classe Typhoon, il TK-208 Dmitrij Donskoj, che venne messo in revisione nel 1992 per essere utilizzato per i test di tale sistema d'arma. In particolare, i lavori prevedevano l'installazione del complesso di lancio D-19UTTKh, che era stato progettato per i Bark.
Lo sviluppo venne curato dall'ufficio tecnico Makeyev, ma il programma, a causa delle difficili condizioni economiche, subì ritardi enormi, tanto che il primo test si ebbe solo nel 1996.
Il prototipo venne lanciato, per la prima volta, il 19 novembre 1998, ma a causa di un malfunzionamento del booster del primo stadio esplose a 200 metri da terra.
Anche i successivi lanci ebbero esito negativo e decretarono la fine anticipata del programma.

## Utilizzatori
Russia
- Voenno-morskoj flot - VMF RF

Test prototipali svoltisi sul finire degli anni Novanta.